# Lutzomyia atroclavata
Lutzomyia atroclavata är en tvåvingeart som först beskrevs av Knab F. 1913.  Lutzomyia atroclavata ingår i släktet Lutzomyia och familjen fjärilsmyggor. Inga underarter finns listade i Catalogue of Life.